# Championnats du monde Pro de ski de vitesse 2004
Navigation
2003 Pro 2005 Pro
Les Championnats du monde Pro de ski de vitesse 2004 se sont déroulés du 8 au 17 avril 2004 sous l'égide de l'association France Ski de vitesse.

## Organisation
Ces championnats comportent 2 étapes. Des points sont attribués à chaque course aux 25 premiers suivant le barème  : 
| Place  | 1er | 2e | 3e | 4e | 5e | 6e | 7e | 8e | 9e | 10e | 11e | 12e | 13e | 14e | 15e | 16e | 17e | 18e | 19e | 20e | 21e | 22e | 23e | 24e | 25e |
| ------ | --- | -- | -- | -- | -- | -- | -- | -- | -- | --- | --- | --- | --- | --- | --- | --- | --- | --- | --- | --- | --- | --- | --- | --- | --- |
| Points | 40  | 34 | 29 | 25 | 22 | 20 | 19 | 18 | 17 | 16  | 15  | 14  | 13  | 12  | 11  | 10  | 9   | 8   | 7   | 6   | 5   | 4   | 3   | 2   | 1   |

En cas d'égalité les compétiteurs sont départagés par la plus haute vitesse obtenue au cours de la saison.
Les courses sont organisés sur des pistes sans limitation de vitesse (alors que d'autre épreuves de cette époque sont limitées à 200 km/h).
Un titre est décerné dans chaque catégorie :
- S1 (Speed One) : la catégorie-reine (avec équipements spéciaux)
- SDH (Speed Downhill) : l'anti-chambre de la catégorie S1 (avec équipement de descente de ski alpin)

Ce sont les uniques championnats du monde organisés en 2004 car la FIS organise ses propres championnats du monde de ski de vitesse les années impaires.

## Podiums

### Hommes
| Épreuves | Or             | Argent           | Bronze         |
| -------- | -------------- | ---------------- | -------------- |
| S1       | Simone Origone | Philippe May     | Jonathan Moret |
| SDH      | Serge Perroud  | Dominick Jechoux | Ivan Origone   |

### Femmes
| Épreuves | Or              | Argent            | Bronze      |
| -------- | --------------- | ----------------- | ----------- |
| S1       | Tracie Sachs    | Sanna Tidstrand   | Elena Banfo |
| SDH      | Clarisse Jasmin | Laetitia Galataud | Pathy Moll  |

## Résultats détaillés

### Hommes S1
| \| Rang \| Skieur \| Points \| \| ------------------ \| ---------------- \| ------ \| \| Médaille d'or \| Simone Origone \| 74 \| \| Médaille d'argent \| Philippe May \| 68 \| \| Médaille de bronze \| Jonathan Moret \| 57 \| \| 4 \| Jukka Viitasaari \| 51 \| \| 5 \| Laurent Sistach \| 47 \| \| 6 \| Marc Poncin \| 41 \| \| 7 \| John Hembel \| 33 \| \| 8 \| Chris Wirkler \| 31 \| \| 9 \| Martin Lachaud \| 30 \| \| 10 \| Michel Goumoens \| 28 \| |                  |        |
| Rang | Skieur           | Points |
| Médaille d'or | Simone Origone   | 74     |
| Médaille d'argent | Philippe May     | 68     |
| Médaille de bronze | Jonathan Moret   | 57     |
| 4 | Jukka Viitasaari | 51     |
| 5 | Laurent Sistach  | 47     |
| 6 | Marc Poncin      | 41     |
| 7 | John Hembel      | 33     |
| 8 | Chris Wirkler    | 31     |
| 9 | Martin Lachaud   | 30     |
| 10 | Michel Goumoens  | 28     |

### Femmes S1
| \| Rang \| Skieuse \| Points \| \| ------------------ \| -------------------- \| ------ \| \| Médaille d'or \| Tracie Sachs \| 74 \| \| Médaille d'argent \| Sanna Tidstrand \| 74 \| \| Médaille de bronze \| Elena Banfo \| 58 \| \| 4 \| Teria Davies \| 50 \| \| 5 \| Kati Metsäpelto \| 44 \| \| 6 \| Ilaria Colonna \| 40 \| \| 7 \| Linda Baginski \| 19 \| \| 8 \| Hannamiiana Tanninen \| 18 \| \| 9 \| Taori Yamazaki \| 17 \| \| 10 \| Heini Piiponen \| 16 \| |                      |        |
| Rang | Skieuse              | Points |
| Médaille d'or | Tracie Sachs         | 74     |
| Médaille d'argent | Sanna Tidstrand      | 74     |
| Médaille de bronze | Elena Banfo          | 58     |
| 4 | Teria Davies         | 50     |
| 5 | Kati Metsäpelto      | 44     |
| 6 | Ilaria Colonna       | 40     |
| 7 | Linda Baginski       | 19     |
| 8 | Hannamiiana Tanninen | 18     |
| 9 | Taori Yamazaki       | 17     |
| 10 | Heini Piiponen       | 16     |

## Calendrier

### Hommes
| Date          | Lieu     | Vainqueur      | Vitesse vainqueur | Deuxième     | Troisième        |
| 12 avril 2004 | Vars     | Simone Origone | 205,596 km/h      | Philippe May | Jukka Viitasaari |
| 17 avril 2004 | Les Arcs | Jonathan Moret | 223,190 km/h      | Philippe May | Simone Origone   |

### Femmes
| Date          | Lieu     | Vainqueur       | Vitesse vainqueur | Deuxième          | Troisième   |
| 12 avril 2004 | Vars     | Sanna Tidstrand | 198,895 km/h      | Tracie Sachs      | Elena Banfo |
| 17 avril 2004 | Les Arcs | Tracie Sachs    | 213,650 km/h      | ' Sanna Tidstrand | Elena Banfo |